# Newaya Krestos
Newaya Krestos (äthiop. ንዋየ ክርስቶስ, Thronname Sayfa Ar’ed, ሰይፈ አርድ) († 1372) war von 1344 bis 1372 Negus Negest (Kaiser) von Äthiopien und ein Mitglied der solomonischen Dynastie. Er war der älteste Sohn von Amda Seyon I.
Nach dem Tod seines Vaters hatte er dem Flehen des Abuna Jakob nachgegeben und die durch Amda Seyon in die Verbannung geschickten Mönche zurückgeholt und, im Gegensatz zu seinen Vorgängern, begonnen, ein monogames Leben zu führen. Später brach er jedoch sein Wort und heiratete drei Frauen. Als der Abuna Jakob und die Klostervorsteher protestierten, schickte der Kaiser den Abuna zurück nach Ägypten und die Mönche ins Exil in den südlichen Teil des Königreichs.
Während seiner Herrschaft rebellierte der der Walashma-Dynastie entstammende Ali ibn Sabr ad-Din. Im Gegenzug unternahm Newaya Krestos Feldzüge entlang der äthiopischen Grenze im Osten, in den Gebieten Adal und Ifat. Mangels Unterstützung durch seine Untertanen scheiterte der Aufstand Ali ad-Dins, der zusammen mit all seinen Söhnen gefangen genommen wurde. Dies beendete die Eigenständigkeit des Sultanats Ifat. Newaya Krestos ließ Ali ad-Din und all seine Söhne bis auf einen, Ahmad ibn Ali, in den Kerker werfen. Ahmad machte er zum Gouverneur von Ifat. Nach acht Jahren kam Ali aus dem Gefängnis frei und gelangte zurück an die Macht. Ahmad und seine Söhne wurden entmachtet und nur durch das direkte Eingreifen des Kaisers erhielt Ahmad die Hoheit über einen einzelnen Distrikt.
Ungeachtet seiner früheren Aktionen gegen die Äthiopische Kirche, half er zum Ende seiner Herrschaft, vehement dem Patriarchen von Alexandrien Marcos IV. Dieser war zuvor durch den Sultan von Ägypten, Al-Salih gefangen genommen worden.
Einer der Schritte, die Newaya Krestos unternahm, war die ägyptischen Händler in seinem Königreich gefangen zu nehmen. Zudem rückte er, an der Spitze einer großen Armee, gegen Ägypten vor. Der Überlieferung nach kam der Patriarch Marcos frei und schickte eine Delegation aus, um den Kaiser zur Rückkehr in sein Königreich zu bewegen. Newaya Krestos kehrte zurück, behielt jedoch die Delegation wider Willen bei sich.
Der Wiederaufbau der alten Kirche Debre Igziabher oberhalb des Hayksees ist ein weiteres Verdienst Newaya Krestos. Diese Kirche war 1531 durch Ahmad ibn Ibrahim al-Ghasi geplündert und niedergebrannt wurden.